# Kiho Maaya
Kiho Maaya (真彩希帆, Maaya Kiho, née le 7 juillet 1993 à Warabi, dans la préfecture de Saitama au Japon) est une chanteuse principalement active dans le domaine de la comédie musicale.

## Biographie

### Formation
Kiho Maaya est diplômée du lycée Kanto Kokusai, un établissement de Warabi, sa ville natale.
Après ses années lycéennes, elle se forme au sein de l'Ecole de Musique Takarazuka (en), une école pour filles spécialisée visant à rejoindre la Revue Takarazuka. En 2012, elle est lauréate de la 98e promotion et devient membre officielle de la Revue. 

### Membre puis star de la Revue Takarazuka
Maaya est spécialisée dans les rôles féminins (musumeyaku).
Elle est d'abord affectée à la Troupe Fleur (2013), puis à la Troupe Etoile (2014). Elle intègre la Troupe Neige (2017) en tant qu'interprète féminine principale, en duo avec Futo Nozomi.
En tant que star, l'une de ses prestations les plus emblématiques est celle de Christine Daaé dans Phantom, pour laquelle elle est encensée.
Elle démissionne en 2021.

### L'après Takarazuka
Quelques mois après son départ, elle est annoncée dans son premier rôle hors de la Revue : elle incarne Maria dans Don Juan, pour le revival japonais de 2021. La distribution comporte notamment la star de J-pop Taisuke Fujigaya, le célèbre acteur de comédie musicale Keigo Yoshino et l'ancienne Takarasienne Sumire Haruno. La presse montre une certaine curiosité à l'égard de son personnage, notamment vis-à-vis des scènes de baisers et de proximité avec ses co-stars masculines, une première pour l'ancienne Takarazienne. Maaya est alors amenée à préciser son rapport à ses partenaires : « Je l'ai dit dans pas mal d'interviews mais je ne vois pas vraiment les gens comme des hommes ou des femmes. Je les vois comme des interprètes et des compagnons de scène ».
En 2023, elle campe à nouveau Christine Daaé dans Phantom, cette fois au Theatre Umeda Arts. Elle retrouve ainsi l'un de ses rôles les plus célèbres. Elle est dirigée par le metteur en scène et acteur principal Yū Shirota.
Fin 2023, elle est officialisée au casting de LUPIN : The Secret of Countess Cagliostro aux côtés de Yūta Furukawa. Elle partage la scène avec Suzuho Makaze et Reon Yuzuki, des anciennes otokoyaku de la Revue Takarazuka.
En juillet 2025, elle participe à la série de concerts commémorant le 80e anniversaire de Maury Yeston et le 20e anniversaire du Umeda Arts Theater : intitulé Life's A Joy! Life Goes On!, le projet est mis en scène par Yamato Ikuta et reprend les principaux succès de Yeston. Kiho Maaya y partage notamment l'affiche avec Keisuke Higashi, Kanata Irei, Kazuki Katō, Yū Shirota, Kōhei Ueguchi ou encore Tomona Yabiku.

### Vie privée
En 2023, Kiho Maaya épouse le metteur en scène Hirokazu Ikuta (en).

## Performances scéniques(sélection partielle)

### L'après Takarazuka
| Année(s)    | Titre                                     | Rôle               | Notes |
| ----------- | ----------------------------------------- | ------------------ | --- |
| 2021        | Don Juan                                  | Maria              | Rôle féminin principal Premier rôle hors de la Revue Takarazuka Captation DVD existante                                                                           |
| 2022        | The Man Who Laughs                        | Dea                | Rôle féminin principal en alternance avec Iroha Kumagai |
| 2022 - 2023 | Sister Act                                | Mary Robert        | |
| 2023        | Jekyll & Hyde                             | Lucy Harris        | Rôle féminin principal |
| 2023        | Phantom                                   | Christine Daaé     | Rôle féminin principal Deux captations DVD existantes (Red Version avec Yū Shirota / Takurō Ōno et BLack Version avec Kazuki Katō / Yū Shirota)                   |
| 2023 - 2024 | LUPIN : The Secret of Countess Cagliostro | Clarisse d'Étigues | Rôle féminin principal Deux captations DVD existantes (Monocle Version avec Mario Kuroba / Suzuho Makaze et Silk Hat Version avec Toshiki Tateishi / Reon Yuzuki) |
| 2024        | Mozart!                                   | Constanze Weber    | Rôle féminin principal |
| 2025        | Love Never Dies                           | Christine Daaé     | Rôle féminin principal Triple casting avec Ayaka Hirahara et Rena Sasamoto                                                                                        |